# Туради
Тура́ди — село в Україні, в Стрийському районі Львівської області. Населення становить 563 особи. Орган місцевого самоврядування - Жидачівська міська рада.

## Назва

Панорама, вигляд на село Туради

Існує така стара легенда про походження назви села та навколишніх сіл.
Колись давно козацьке військо проводило в цих краях Козацьку Раду.
Новини про те, що десь буде Козацька Рада, поширювались достатньо довго і різний люд тижнями сходився сюди, шукаючи місце проведення Ради. У всіх навколишніх людей питали тільки одне — «де Рада?», відповідь на це питання і дала назву селу — «тут Рада», що пізніше трансформувалось в Туради. Біля села Туради є інше село, назва якого теж має відношення до даної легенди — Пчани.

## Історія
У 1993 р. проводилась археологічна розвідка в околицях с. Туради на лівому березі р. Стрий. Виявлено та досліджено городище XII—XIV ст.
У податковому реєстрі 1515 року в селі документується 4 1/2 лану (близько 112 га) оброблюваної землі.

## Населення

### Мова
Розподіл населення за рідною мовою за даними перепису 2001 року:
| Мова       | Кількість | Відсоток |
| ---------- | --------- | -------- |
| українська | 561       | 99.64%   |
| російська  | 1         | 0.18%    |
| білоруська | 1         | 0.18%    |
| Усього     | 563       | 100%     |

## Політика

### Парламентські вибори, 2019
На позачергових парламентських виборах 2019 року у селі функціонувала окрема виборча дільниця № 460355, розташована у приміщенні народного дому.
Результати
- зареєстровано 433 виборці, явка 63,97 %, найбільше голосів віддано за «Слугу народу» — 28,16 %, за «Голос» — 13,36 %, за Всеукраїнське об'єднання «Батьківщина» і «Європейську Солідарність» — по 11,91 %.[4] В одномандатному окрузі найбільше голосів отримав Андрій Кіт (самовисування) — 25,00 %, за Андрія Гергерта (Всеукраїнське об'єднання «Свобода») — 17,03 %, за Олега Канівця (Громадянська позиція) — 15,58 %[5].

## Відомі уродженці
- Верес Василь Федорович (1930—1989) — український радянський діяч, генеральний директор «Прикарпатлісу». Герой Соціалістичної Праці. Депутат Верховної Ради УРСР 11-го скликання. Кандидат економічних наук.
- Маркевич Мар'яна Володимирівна (1998) — українська гандболістка.